# Michal Murín (výtvarník)
Michal Murin (* 1963) je učitel nových médií na fakultě výtvarných umění na Technické univerzitě v Košicích a vedoucím ateliéru Digitálni média na katedře Intermédií a Digitální média FVU AU v Banské Bystrici. K jeho pedagogickým projektům patří festival DigiVAF(ex) , New media point , ateliérové práce studentů. 
V roce 1985 ukončil studium Vysoké školy ekonomické v Bratislavě, roku 2001 Fakultu umění na Vysokém učení technickém v Brně a v roku 2003 doktorát na Vysoké škole výtvarných umení v Bratislavě. Od roku 1991 spoluvytváří časopis Profil, zaměřující se na současné výtvarné umění. Také vedl Galerii Slovenské spořitelně v Bratislavě a v Banské Bystrici, kde se stal kurátorem 68 výstav. Jde o autora desítek performancí, věnuje se sound artu, novým médiím, objektům a instalacím. Spolupracoval s Jozefem Cseresem, Rosem Bolleterem, Bobem Ostertagem, Donem Ritterem, Philem Niblockem, Jonem Rosem, Otomo Yoshihidem, Milanem Adamčiakem, Stano Filkem a Peterem Machajdíkem, . Žije v Bratislavě.